# Mačkovec pri Suhorju
Mačkovec pri Suhorju – wieś w Słowenii, w gminie Metlika. W 2018 roku liczyła 6 mieszkańców.